# Храм Свете великомученице Марине – Огњене Марије у Зарјечи
Храм Свете великомученице Марине – Огњене Марије у Зарјечи, насељеном месту на територији града Добоја, припада Епархији зворничко–тузланској Српске православне цркве. Ово је Филијални храм у Кладарској парохији.

## Историјат[1]
Храм је димензија 13,60x6,90 метара. Градња храма почела је 18. октобра 2003. године.
Темеље храма освештао је 30. јула 2006. године епископ зворничко-тузлански г. Василије. Кумови темеља били су Бранислав Ђокић и Срето Милетић из Велике Буковице. Градња храма завршена је 2007. године, а 22. јула исте године храм је освештао надлежни архијереј г. Василије. Кум храма био је Рајко Стокић из Зарјече.
Иконостас од ораховине израдио је столар Живко Вуковић из Шњеготине код Челинца. Иконе на иконостасу живописао је Горан Пешић из Чачка. Живописање храма започео је Горан Пешић из Чачка 12. децембра 2009. године.